# Donyec

A Don, a Donyec és a Hopjor vízgyűjtő területe

A Donyec (oroszul: Се́верский Доне́ц, ukránul: Сі́верський Доне́ць) folyó a Kelet-európai-síkvidék déli részén, Oroszországban és Ukrajnában. Kelet-Ukrajna legjelentősebb folyóvize, a Don legnagyobb, jobb oldali mellékfolyója.
Neve a befogadó folyó nevéből (Don), az  -ec kicsinyítő képző hozzáadásával keletkezett. Az orosz és ukrán név első tagja (Szeverszkij, Sziverszkij) nem az északi égtájra (oroszul: szever), hanem az egyik ősi szláv törzs nevére (szeverjánok) utal.
A magyar nyelvben a név első felét hagyományosan elhagyjuk.

## Földrajz
Hossza 1053 km (ebből Ukrajnában 723 km), vízgyűjtő területe 98 900 km² (ebből Ukrajnában 54 540 km²), évi közepes vízhozama a torkolatnál 200 m³/s.
A Közép-Orosz-hátság déli részén, Oroszország Belgorodi területének Prohorovi járásában, Podolhi falu mellett ered, kb. 200 m tengerszint feletti magasságban. Ukrajna Harkivi, Donecki és Luhanszki területén folyik, alapvetően délkeleti irányban. Doneck várostól ismét Oroszországban, a Rosztovi területen dél felé kanyarogva folytatja útját és Uszty-Donyeckij alatt 5,5 m tengerszint feletti magasságban, három ágra szakadva ömlik a Donba, 218 km-re annak torkolatától. A forrás és a torkolat közötti szintkülönbség tehát  kb. 195 m, a meder átlagos esése 0,18 m/km.
A folyó útja során nagyrészt széles, felső szakaszán 8–10 km-es, alsó szakaszán 20–26 km-es völgyben folyik. Medrének szélessége többnyire 30–70 m, középső szakaszának egyes helyein és az alsó szakaszon 100–200 m, a víztározóknál a 4 km-t is eléri. Jobb partja többnyire magas, árkokkal szabdalt, sűrű erdőkkel fedett, bal partja alacsonyabb, lapos, árterét számtalan holtág, mocsár, tó borítja, közülük legnagyobb a Liman-tó. Az Oszkol torkolatáig medre rendkívül kanyargós, sok helyen sekély, homokpadokat alkot.
A felső szakaszon, Belgorod város felett néhány kisebb víztározót alakítottak ki. Lejjebb, ukrán területen a meder a 383 millió m³-es Pecsenyihi-víztározóban folytatódik, mely Harkiv város vízellátását biztosítja. A középső szakaszon ömlik a folyóba a Dnyeperből, – részben a Bereka-mellékfolyó medrén át, – ide vezető csatorna, valamint a legnagyobb mellékfolyó, az Oszkol. A többlet vízmennyiséget lejjebb, Rajhorodok városnál a Donyec-medence vízellátását szolgáló csatorna vezeti el. A folyó itt végig sík vidéken, a Donyec-hátság északi lábainál folyik.
Az oroszországi Donyeck környékén szűk völgyben, meredek, sziklás partok között kanyarogva vágja keresztül magát a hátságon. 230 km-es alsó szakaszán folyása lassú, medre 100–200 m széles, vízjárását az 1911–1914 között kiépített zsiliprendszer szabályozza. A régóta felújításra váró, hat zsilipből álló rendszer segítségével tartják fenn a hajózást a torkolattól 222 km-re fekvő Donyeck városig.
A folyót főként olvadékvizek táplálják. December közepe táján befagy, általában 20–50 cm vastag jégpáncélja borítja, az olvadás március végén kezdődik. Tavaszi árvize van, mely esetenként két hónapig is eltart, ilyenkor a vízszint 3–8 m-rel megemelkedik.

## Mellékfolyók
Vízrendszeréhez mintegy 3000 kisebb-nagyobb vízfolyás tartozik, közülük 11 folyó hossza meghaladja a 100 km-t, ezernél több folyó közvetlenül a Donyecbe torkollik. A legnagyobbak:
- balról – Oszkol (436 km), Ajdar (256 km), Derkul (160 km), Kalitva (308 km), Bisztraja (218 km);
- jobbról – Udi (164 km), Bereka (102 km), Luhany (196 km), Kundrjucsja (240 km).

## Városok
(A forrástól a torkolat felé:)

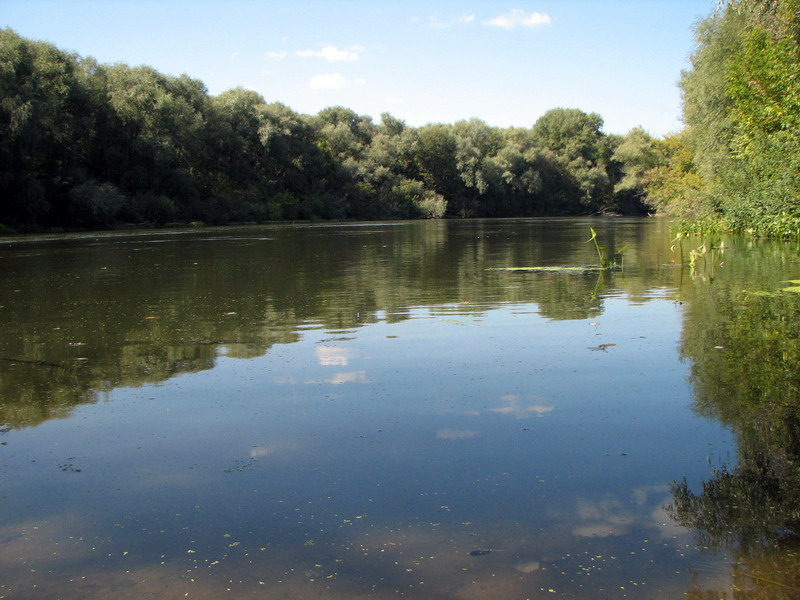
A Donyec Sipilovka falu környékén.

- Belgorod (Oroszország, Belgorodi terület)
- Csuhujiv (Ukrajna, Harkivi terület)
- Zmijiv (Ukrajna, Harkivi terület)
- Izjum (Ukrajna, Harkivi terület)
- Rubizsne (Ukrajna, Luhanszki terület)
- Liszicsanszk (Ukrajna, Luhanszki terület)
- Szjevjerodoneck (Ukrajna, Luhanszki terület)
- Luhanszk (Ukrajna, Luhanszki terület)
- Donyeck (Oroszország, Rosztovi terület)
- Kamenszk-Sahtyinszkij (Oroszország, Rosztovi terület)
- Belaja Kalitva (Oroszország, Rosztovi terület)

## Gazdaság és természeti környezet
Évszázadokkal ezelőtt a folyó gazdasági hasznosítását főként a halászat, a hajózás és a vízimalmok működése jelentette. A 18. századtól a folyó menti erdők, tölgyesek irtása, a 19. században a fokozódó bányászat a vízszint csökkenéséhez vezetett, a 18. század elején még hajózható középső szakaszon a hajózás megszűnt. A 20. századi gyors ütemű iparosítás és urbanizáció nyomán megemelkedett vízigényt csak a folyó vízével lehetett kielégíteni. A Pecsenyihi-víztározó helyén 1936-ban már létesítettek egy kisebb víztározót, de az kicsinek bizonyult. Az 1960-as években megnagyobbított víztározó napjainkban Harkov vízfogyasztásának közel 75%-át biztosítja. A Donyec-medence nagyvárosainak (pl. Doneck, Luhanszk) vízellátását – a Donyec folyó medrének közbeiktatásával – nagyrészt a Dnyeper „megcsapolásával” érik el, és a kiemelt víz egy része lakossági és ipari szennyvízként ugyancsak a Donyecbe kerül vissza.

## Természetvédelem

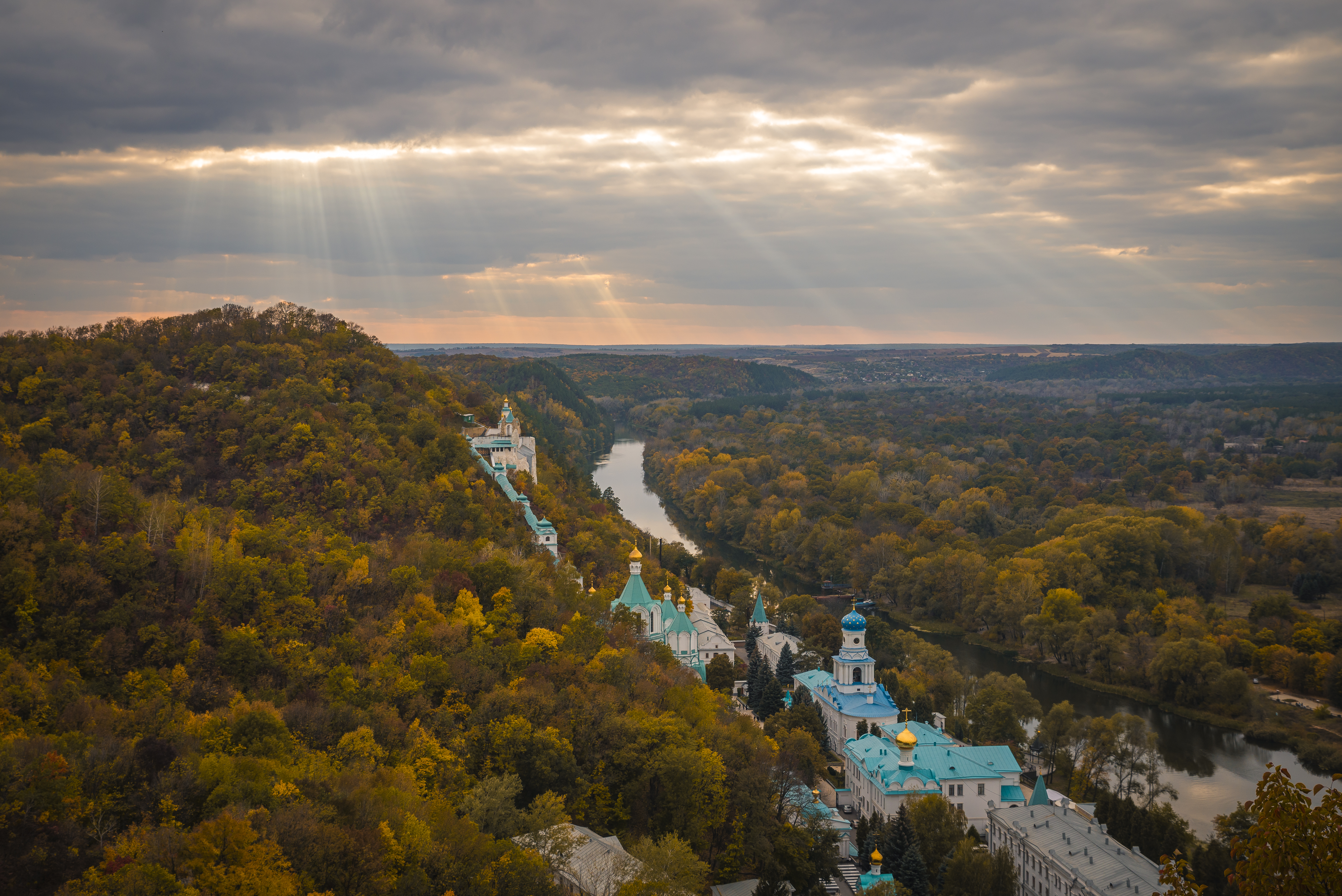
A folyó felett magasodó szvjatohirszki kolostor épületegyüttese.

A folyó legszebb, főként ukrajnai részei – mint a Csuhujiv környéki fenyvesek vagy Izjum város mellett az ártéri lombos erdők – a turisták kedvelt célpontjai.
Rövid idő alatt népszerű lett az Ukrajna Donecki területén fekvő nagy kiterjedésű Szvjatyi Hori (Szent hegyek) nemzeti park. A nemzeti parkot Szlovjanszk várostól északra, nagyobb részt a folyó bal partja mentén hozták létre 1997-ben. A több mint 40 000 hektárnyi területnek kb. 30%-a áll a park tulajdonában. Természeti értékei, növény- és állatvilágának számos ritka és veszélyeztetett képviselője mellett, a park része a Donyec-folyó sziklás partján emelkedő szvjatohirszki Szvjato-Uszpenszka lavra (kolostor) épületegyüttese is, valamint több más kulturális emlék.